# Канонізація Івана XXIII та Івана Павла II

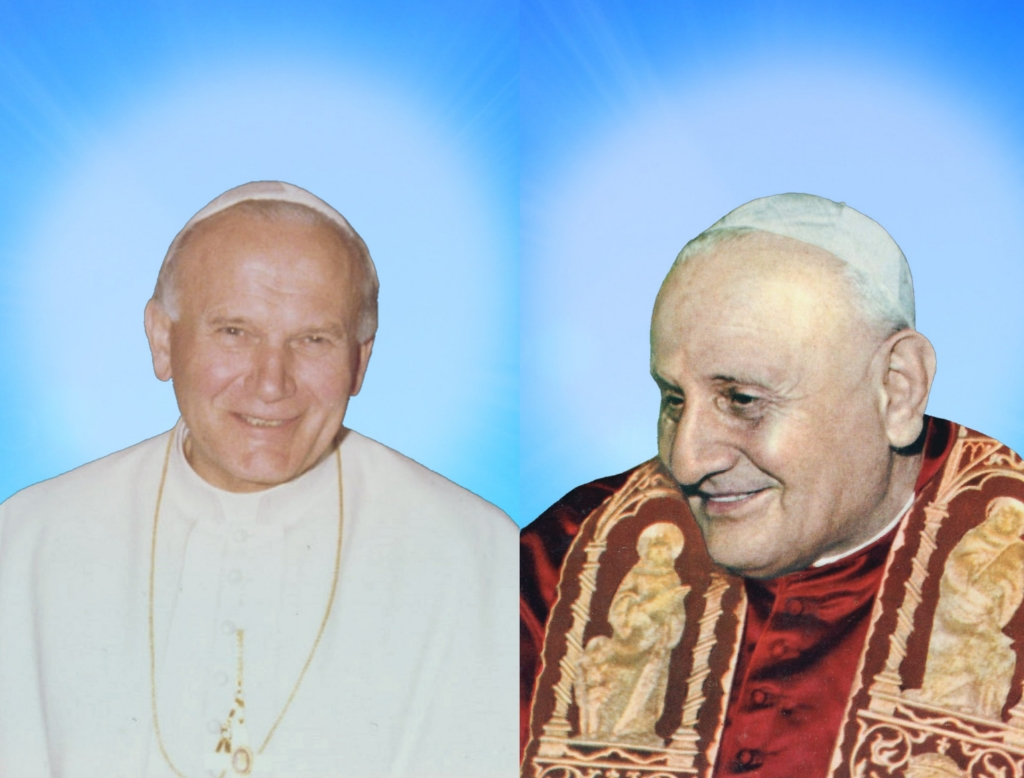
Іван Павло II (зліва) і Іван XXIII (справа)

Папа Іван XXIII (25 листопада 1881 — 3 червня 1963) і папа Іван Павло II (18 травня 1920 — 2 квітня 2005) очолювали Римо-католицьку церкву (і одночасно державу Ватикан) з 1958 по 1963 і з 1978 по 2005 роки відповідно. Церемонія їхньої канонізації відбулася 27 квітня 2014 року у Ватикані. Іван XXIII канонізований за його заслуги у відкритті Другого Ватиканського собору. Івану Павлу II приписують вчинення дива, як неможливо пояснити з точки зору науки: зцілення у 2011 році костариканки Флорібет Мори Діас, у якої була аневризма судин головного мозку. Вона була присутня на церемонії канонізації, як і французька монахиня Марі Симон-П'єр, зцілення в 2007 році якої послужило приводом беатифікації понтифіка у 2011 році. Рішення про канонізацію офіційно оголосив папа Франциск 5 липня 2013 року. Дата канонізації була оголошена 30 вересня 2013.
Канонізаційну месу відслужив Франциск (за участі почесного папи Бенедикта XVI, який зрікся престолу в 2013 році) у неділю, 27 квітня 2014 (за тиждень після Великодня), на площі Святого Петра. Це була перша в історії канонізація двох пап одночасно і перша канонізація папи з 1954 року (тоді був канонізований Пій X). Вхід на церемонію був вільним, її відвідали не менше мільйона людей (за іншими оцінками — 800 тисяч); приблизно 100 офіційних делегацій, з них 19 глав держав і 24 глави урядів, а також представники монарших родин; 150 кардиналів і 1000 єпископів. Порядок забезпечували близько 10 тисяч італійських правоохоронців.

## Зображення

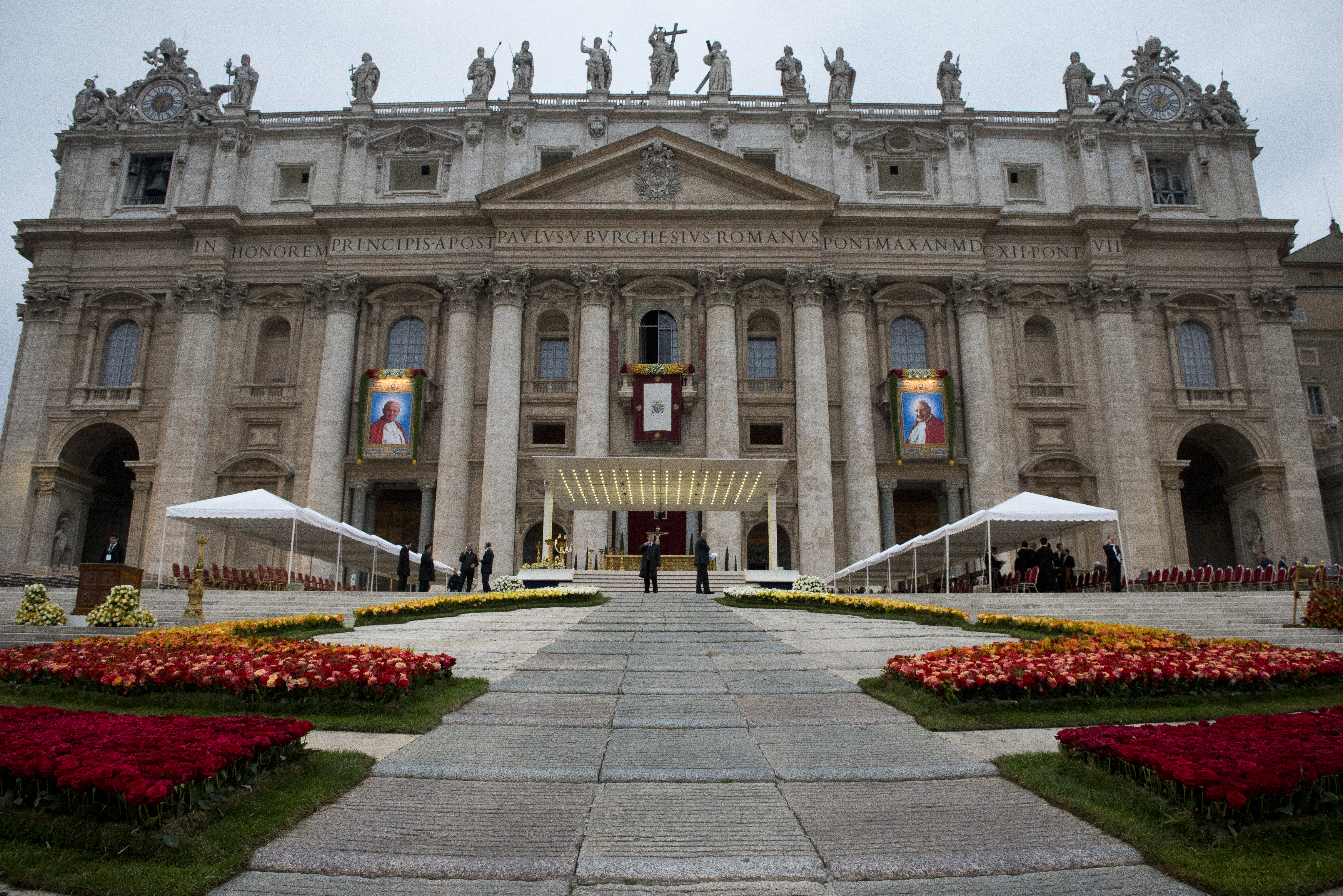
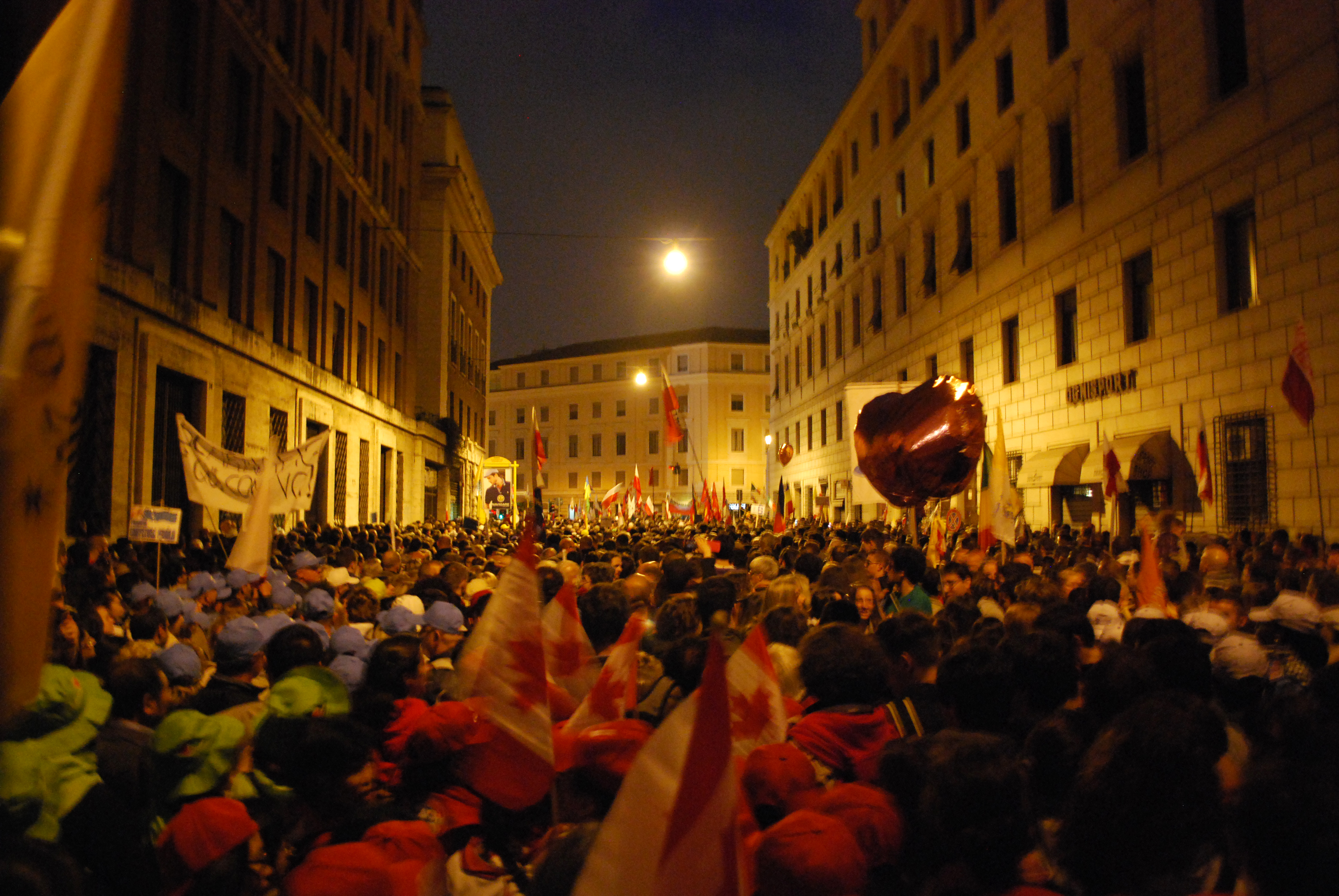
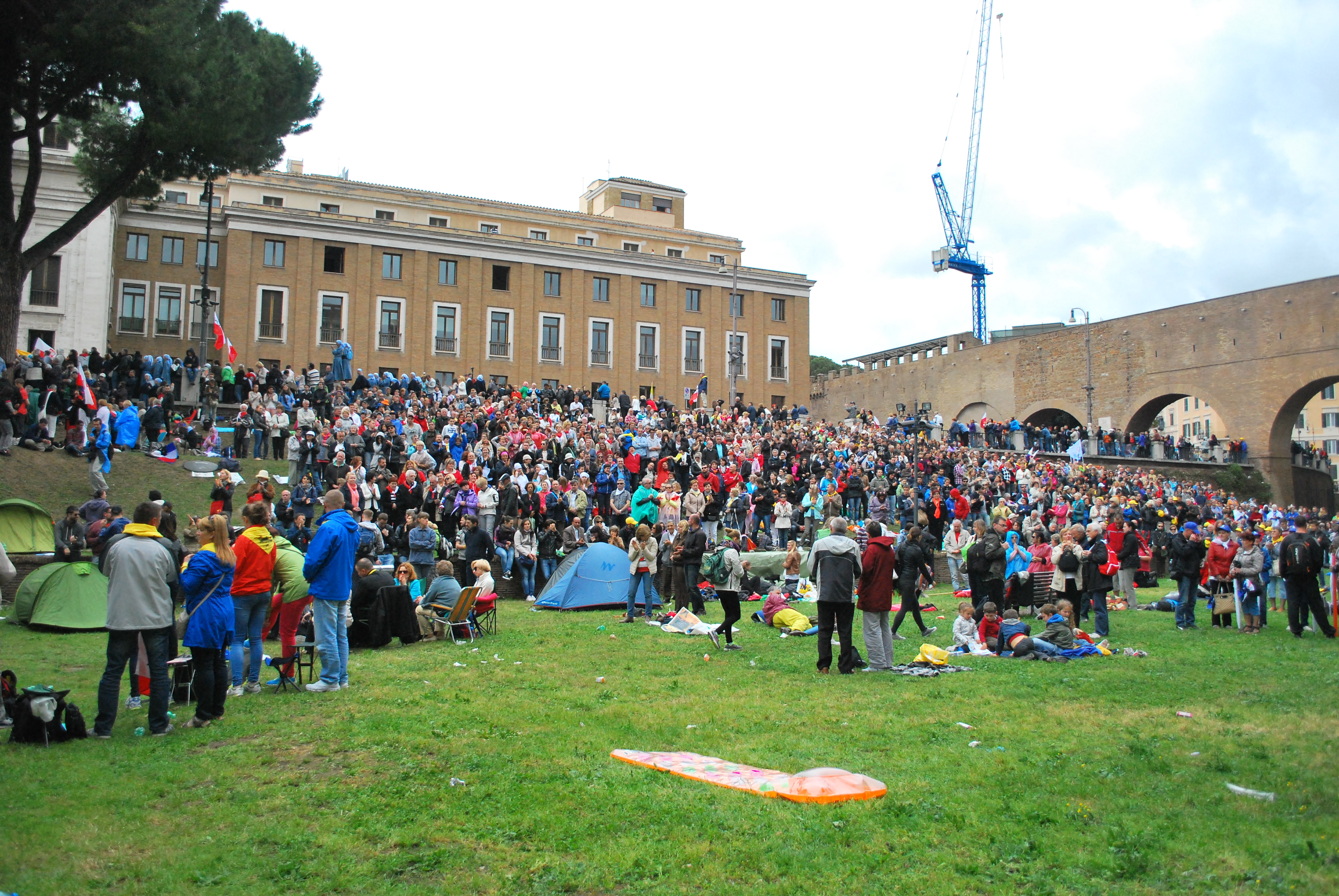
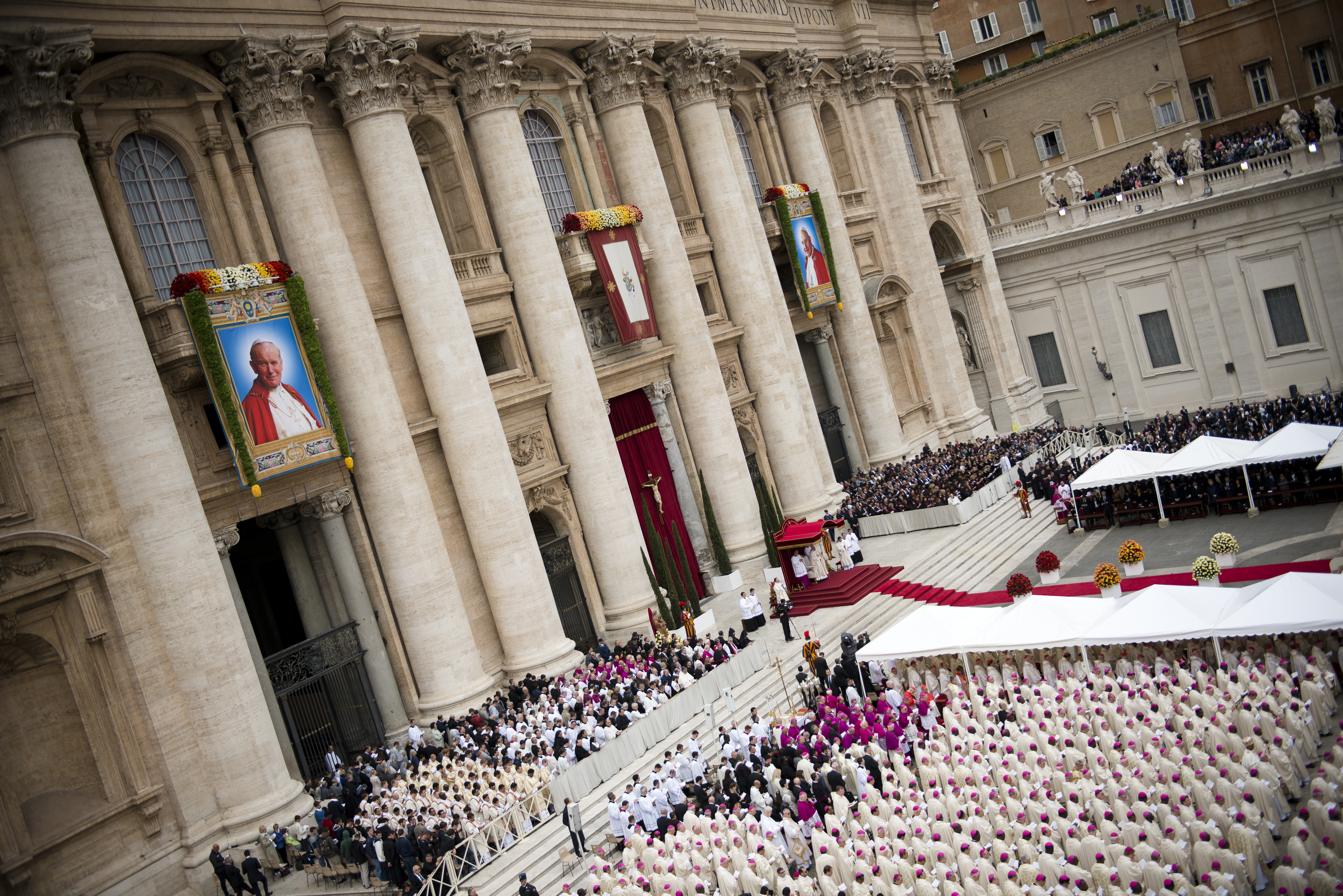
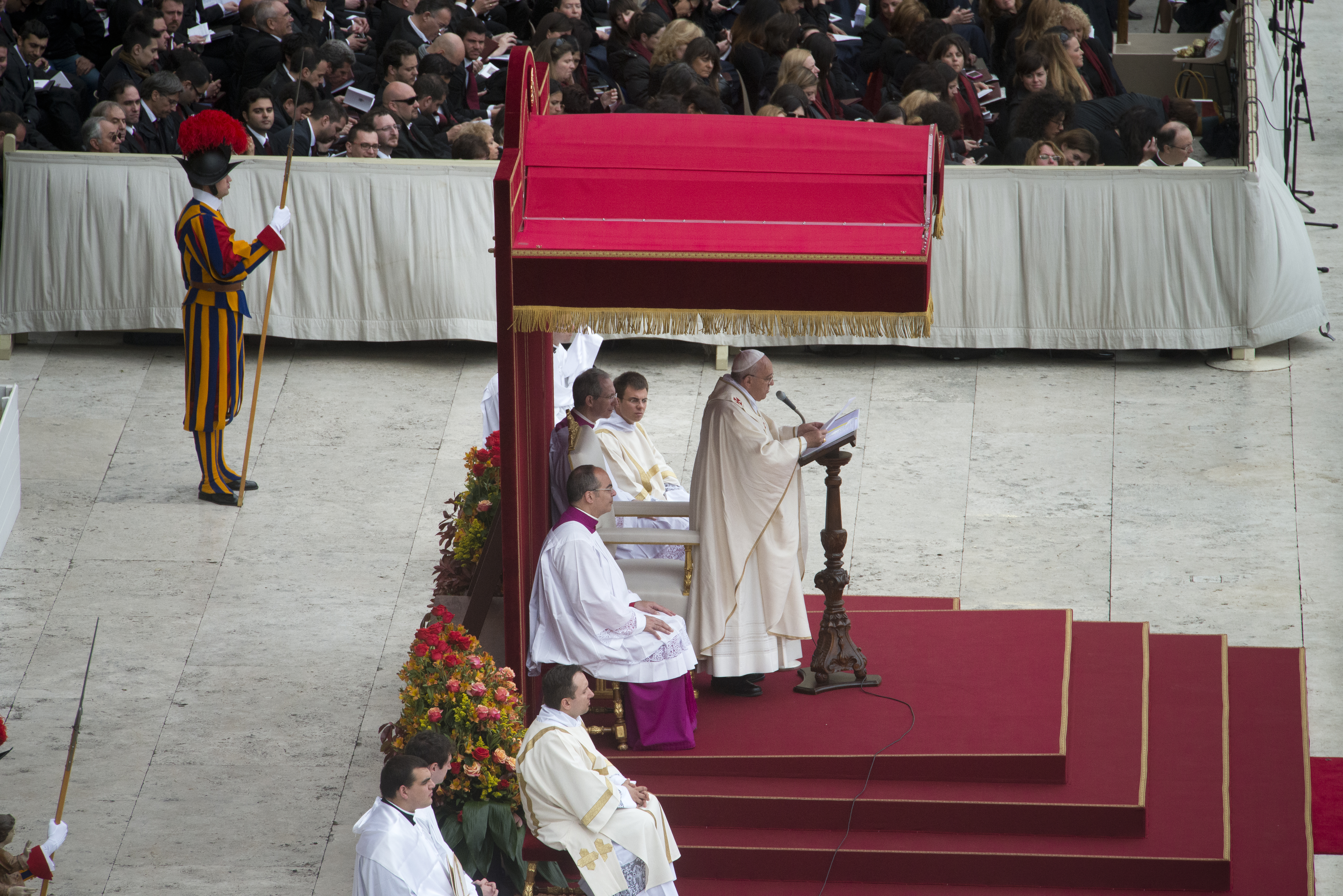
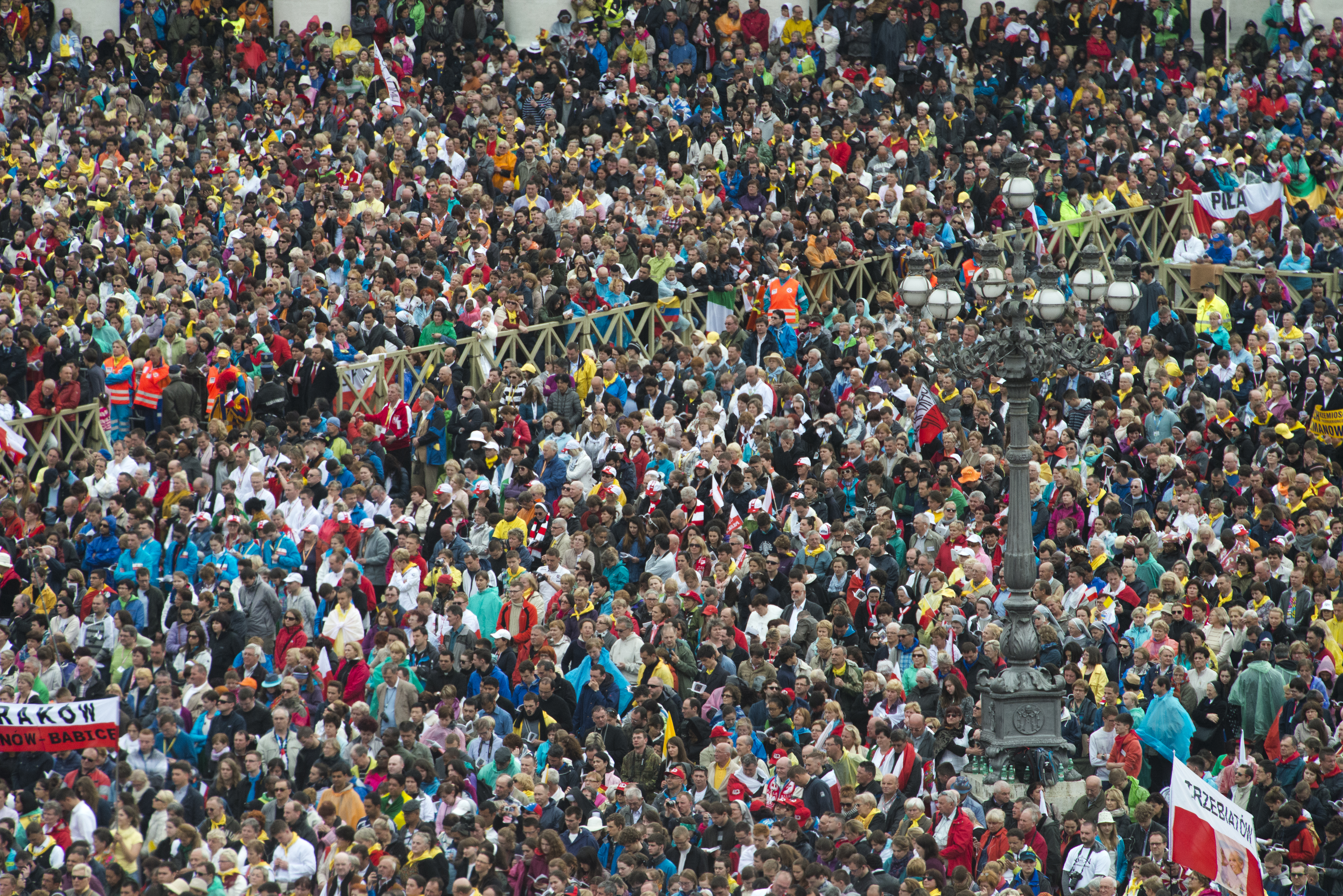
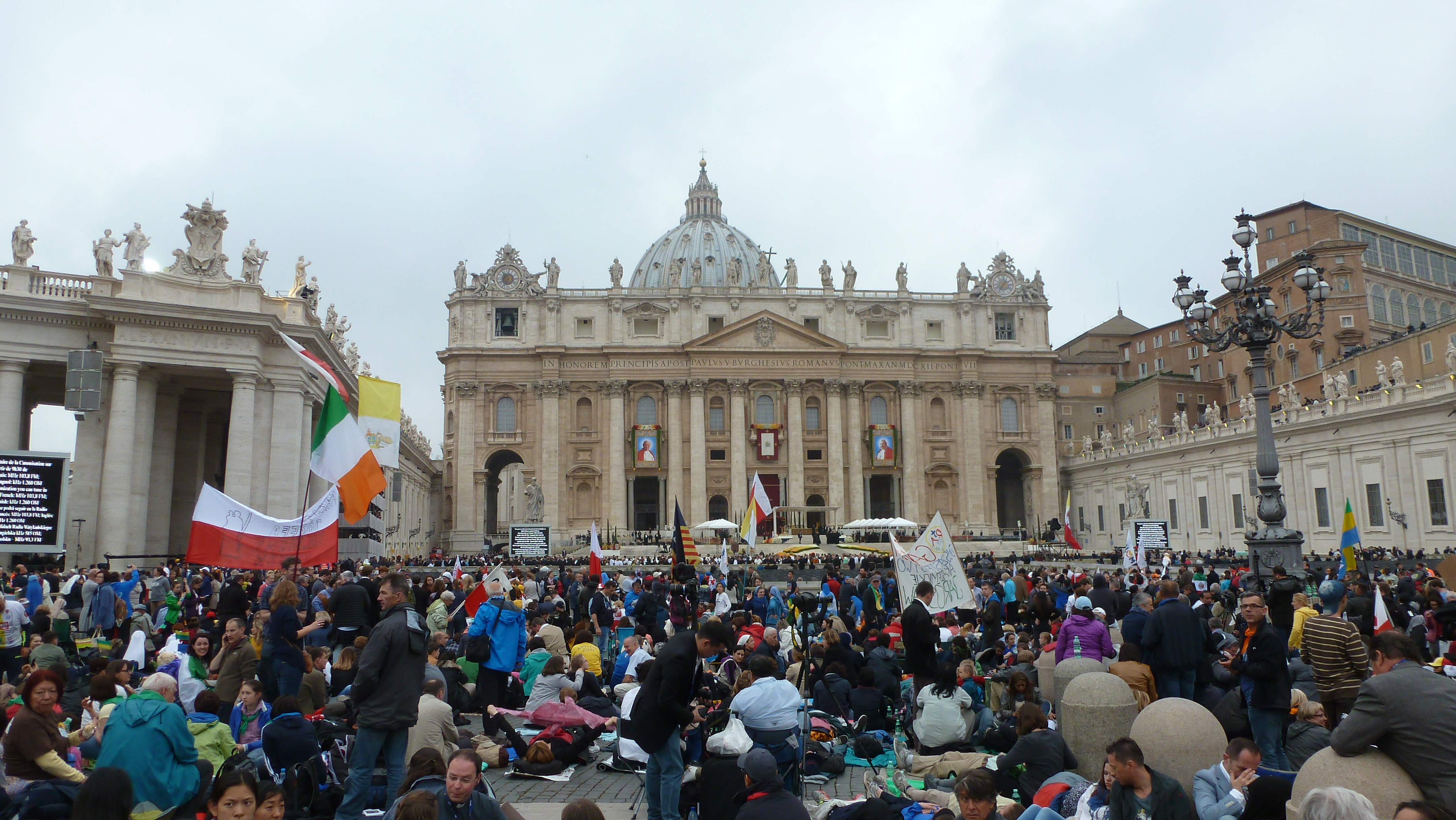